# David Gray (football)
Pour les articles homonymes, voir David Gray et Gray.
David Peter Gray, né le 4 mai 1988 à Édimbourg, est un ancien footballeur écossais qui évoluait au poste de défenseur devenu entraîneur.

## Palmarès
- Hibernian FC
  - Vainqueur de la Coupe d'Écosse en 2016
  - Champion de la D2 en 2016-2017